# È TV
È TV è un network televisivo italiano multiregionale, formato dalle emittenti È TV Rete 7, È TV Marche, 
È TV +, È TV Umbria, ricevibile in Emilia Romagna, Marche e Umbria.
Dal 2022 fa parte del gruppo di emittenti del circuito Netweek, edite dal Gruppo Sciscione. Il direttore di rete è Simone Baronio, socio del Gruppo Sciscione e figlio di Pierluigi, a sua volta editore della lombarda TeleColor.

## Storia

### La nascita dell'emittente
È TV è una emittente televisiva nata il 27 dicembre 1998 dalla fusione dei canali Rete7 di Bologna e Antenna 1 di Modena, di cui era editore Giuseppe Gazzoni Frascara, già presidente del Bologna FC.
Nel 2001 È TV viene venduta al gruppo Spallanzani e allarga la propria area di copertura rilevando Teletricolore e Teleparma.
Nel 2003 rileva anche l'emittente marchigiana Itv Marche, nata a Urbino nel 1977. Così, il 1º gennaio 2004 prende vita È TV Marche, controllata per l'85% dal gruppo Spallanzani, mentre l'avvocato Francesco Ieno, che tenne a battesimo Itv (Independent Television), mantiene una quota del 5%, invece il restante 10% è riservato a nuovi azionisti di area cattolica. Ad aprire la sede marchigiana sono chiamati Giovanni Mazzoni e Franco Grasso. Nel 2005 È TV Marche acquista anche le frequenze di TeleMacerata.
Dal 2004 È TV si avvale anche di una redazione romagnola, curata da alcuni giornalisti di Radio Icaro. Il segnale, ormai, copre interamente l'Emilia-Romagna e le Marche e raggiunge anche il capoluogo toscano, grazie all'acquisto di tre frequenze da VideoFirenze. Si attiva, quindi, anche È TV Toscana. 
Il palinsesto comprende quindici edizioni quotidiane del notiziario in onda dalle dieci sedi dislocate sul territorio, rubriche sportive, talk e dibattiti riguardanti le singole realtà locali, e una programmazione comune che prevede intrattenimento musicale (Liscio come l'olio) e la ripetizione dei programmi di prima serata di Telelombardia (Qui studio a voi stadio e Iceberg). Inoltre, ottiene i diritti per le competizioni europee del Parma e per le gare della Reggiana calcio. Sono questi gli anni in cui il canale emiliano è disponibile sulla posizione 891 di Sky e visibile anche in parte del Veneto sulle frequenze dell'ex R.T.R..
Il gruppo di È TV è proprietario anche di tre emittenti radiofoniche: Radio Erre di Reggio Emilia, Radio Nettuno di Bologna e Radio Center Music di Ancona. Le prime due sono state successivamente cedute.

### La crisi e la vendita delle frequenze a Comunicare SRL
In seguito ad una grave crisi economica della società Rete 7 - È Tv, il 31 maggio 2016 il gruppo Spallanzani decide di liquidare la stessa società e le sue frequenze. Nella sede di Coop Alleanza 3.0, proprietaria di TRC-Telemodena, viene trovato un accordo con la società Comunicare srl per la cessione del 100% delle quote della società Antenna, operatore di rete sul UHF 42 in Emilia-Romagna, appunto da Rete 7 al gruppo cooperativo.
Coop Alleanza 3.0 si è dichiarata interessata, nello specifico, alla gestione della frequenza e non sul resto delle attività. Così, fra vari editori, si è fatto avanti per prendere le redini dei canali nelle due regioni di Emilia-Romagna e Marche il gruppo Baronio di Cremona, a cui fanno capo TeleColor, PrimaRete Lombardia e Telereporter.
Tuttavia, gli altri marchi televisivi provinciali che negli anni hanno fatto capo a È TV, ossia Teletricolore e Radio Erre appartenenti al gruppo Rtr - MediaNews, sono stati ceduti ad un altro gruppo imprenditoriale ma proseguendo la loro attività sulla medesima frequenza di È TV.

### Il passaggio di proprietà al gruppo Baronio
Nell'autunno 2016 È TV passa dal gruppo Spallanzani al gruppo cremonese fondato da Pierluigi Baronio, titolare di TeleColor.
Oltre alle già consolidate realtà di È TV Rete 7 Emilia-Romagna e È TV Marche, che mantengono produzioni locali ma accolgono nei palinsesti anche alcuni programmi di TeleColor, Baronio ha intenzione di estendere il suo gruppo anche in altre regioni italiane. Nel 2018 riesce a raggiungere l'Umbria con la nascita di È TV Umbria, mentre nel corso del 2019 rileva altre televisioni regionali prima in Friuli-Venezia Giulia, con la creazione di È TV Friuli, poi in Liguria, con l'avvento di È TV Liguria.
Nei palinsesti di tutti i canali vengono inseriti nelle prime serate i talk d'attualità e le rubriche di medicina, salute e ambiente in onda su TeleColor e realizzate dagli studi di Cremona, come Box, Medicina Amica, Laboratorio Salute e Cani gatti e compagnia. Inoltre, tramite accordi col Gruppo Mediapason, nel weekend vengono diffuse le dirette dei talk calcistici delle reti Telelombardia e Top Calcio 24.

### L'inclusione nel gruppo Netweek
Sul finire del 2022 avviene un ulteriore cambio di proprietà: esce La Nazionale srl che fa capo alla famiglia Baronio ed entra Netweek, società italiana attiva nel commercio online e nel settore editoriale. La Nazionale srl ha ceduto il 100% delle sue quote a Netweek e al tempo stesso alla famiglia Baronio sono state riconosciute quote azionarie di Netweek. Alla guida di È TV viene confermato Simone Baronio, al quale Netwwek affida la cura di tutto il comparto televisivo del gruppo. I soci Marco e Giovanni Sciscione sono i nuovi editori.
Da Gennaio 2024 il gruppo Netweek, dopo l'acquisizione dell'emittente Telecity, dà alla luce un nuovo circuito televisivo a cui aderiscono le reti di È TV, le altre televisioni di proprietà (come Gold TV e Italia 7 Toscana) e altri canali di terzi, tramite accordi tra Netweek e gli editori di tali TV. Cessa la ritrasmissione dei programmi sportivi targati Mediapason, sostituita dalla nuova produzione Netweek calcio show (ex Diretta Stadio, ora rinominato in seguito alla fine della collaborazione tra Telecity, autore del programma, e la syndication 7 Gold). Nel palinsesto vengono confermate le produzioni locali di È TV, vengono diffuse nuove rubriche quotidiane come Aria pulita e Tg Sport di Telecity, vengono inclusi il rinomato Processo di Biscardi e la Rassegna stampa, registrati presso gli studi di Gold TV, sono invece escluse le trasmissioni di TeleColor, la quale viene ora sintonizzata in Emilia Romagna sulla LCN 82, sostituendo È TV Rete 17 che ha cessato di esistere.

## Canali del gruppo
| Nome        | Data di lancio   | LCN DTT   | LCN DTT | LCN DTT | LCN SAT | LCN SAT |
| Nome        | Data di lancio   | Emilia R. | Marche  | Umbria  | Tivùsat | Sky     |
| ----------- | ---------------- | --------- | ------- | ------- | ------- | ------- |
| È TV Rete 7 | 27 dicembre 1998 | 10        |         |         |         |         |
| È TV Marche | 1º gennaio 2004  |           | 12      |         |         |         |
| È TV +      | 2022             |           | 17      |         |         |         |
| È TV Umbria | settembre 2018   |           |         | 19      |         |         |

### È TV Rete 7
Con il passaggio dall'analogico al digitale, il segnale di È TV Rete 7 viene diffuso nell'intera regione su un mux di proprietà: nel dettaglio, viene sintonizzata sul numero 10 a Bologna e in Romagna, mentre occupa la LCN 634 nelle rimanenti province. Dal 2017, con il passaggio di proprietà, risulta l'emittente più vista a Bologna e fra le prime in regione, secondo i dati Auditel, superando il periodo di crisi. Il palinsesto comprende il telegiornale ÈTg, in onda alle ore 13:20, alle 14:10, alle 19:20 e alle 20:20, Il Pallone nel 7, rubrica calcistica condotta da Sabrina Orlandi, Dedalus, condotto da Massimo Ricci, Terza Pagina, SportClub, Solo Calcio e film cult trasmessi in alcune prime serate e in alcune seconde serate nell'arco della settimana. Dal 2022 la si riceve in tutta la regione sulla LCN 10. Sulla LCN 82 viene veicolata la seconda rete locale, È TV Rete 17, dove vengono diffuse alcune produzioni di È TV Rete 7 e altre di TeleColor, riservando pero' ampio spazio alle televendite. Nel 2024 È TV Rete 17 viene chiusa e sostituita dalla cremonese TeleColor, mentre su È TV Rete 7 giungono i programmi nazionali sportivi e d'informazione targati Netweek, e vengono confermati i regionali Il Pallone nel 7, Sportoday, SportClub, Solo Calcio, Modena 7, Curva 11, Bologna alla Parmiggiani, Dedalus, Abitare oggi, A cielo aperto, Balla con noi, 12 porte.

### È TV Marche
È TV Marche, che attualmente ha sede ad Ancona, per anni ha irradiato alcuni programmi di Sat2000 (canale della Conferenza Episcopale Italiana), trasmette tuttora un proprio telegiornale regionale, È TG Marche (in onda alle 13:45 e alle 19:20 e in replica alle 14:20 e alle 20:20), e fra i programmi più longevi annovera Buongiorno Marche, un talk d'attualità in diretta ogni mattina condotto da Franco Grasso (scomparso il 7 ottobre 2016) e Maurizio Socci. Altre produzioni dell'emittente sono Lunedì nel Pallone, Confronti, Punti di Vista, Buonasera Marche, Discovery Marche, Sibilla, Flashjob, Work in time, Marche flash. Sul canale vengono veicolati quotidianamente anche alcuni contenuti di Radio Bianconera TV. Inizialmente, trasmette in digitale terrestre sul canale LCN 211, mentre successivamente conquista la posizione numero 12, e si afferma fra le reti locali più seguite in regione secondo i dati Auditel. Viene diffusa nel nord della regione su un mux di proprietà, mentre nel resto del territorio viene irradiata grazie al mux di TVRS che la ospita. Nel corso del 2022 l'emittente viene affiancata da un secondo canale regionale, È TV +, ricevibile alla LCN 17. È TV Marche dalla mattina del 16 settembre 2022 alle ore 8,00 fino alla mezzanotte del giorno successivo ha trasmesso uno speciale dedicato all'alluvione nelle Marche.

### È TV Umbria
A settembre 2018 l'editore Baronio acquisisce in Umbria la LCN 14. Tale numerazione non ospita più i programmi di Tele Galileo, bensì quelli del nuovo canale È TV Umbria, che raggiunge tutta la regione poiché inserito nel capillare mux di Umbria Tv. Inizia la corsa ripetendo È TV Marche con
programmi basati su informazione, cronaca, politica, attualità, economia e enogastronomia. In seguito, prendono vita alcuni notiziari locali autonomi e un talk mattutino in diretta, Buongiorno È TV, in onda anche nelle Marche.

### È TV Friuli
Nel 2019 partono le trasmissioni di È TV Friuli, veicolato in Friuli-Venezia Giulia sul canale 16, LCN che Baronio ha ottenuto da Videoregione Vr1, marchio utilizzato in precedenza dal gruppo di Telepordenone. Il mux che irradia questa nuova emittente è quello locale di Canale Italia. I programmi in palinsesto sono un mix di quelli già in onda su È TV in Emilia-Romagna e nelle Marche, alcune rubriche serali di TeleColor, e spazi commerciali. Dal 2022 l'emittente si trasferisce sulla LCN 88, dove diffonde il suo segnale fino all'inizio del 2023, ossia quando cede il passo a Friuli Tv 24, sigla che già appariva da qualche tempo su È Tv Friuli. Il canale passa nelle mani del gruppo radio-televisivo padovano Spotinvest di proprietà della famiglia Righetto, editore di CafèTV24.

### È TV Liguria
È TV Liguria nasce nel dicembre 2019 per iniziativa di Pierluigi Baronio, intenzionato a espandere la propria rete di trasmissione in più regioni possibili. Così, la società Rete 7 s.r.l., editrice di È TV, giunge in Liguria ottenendo il canale 12 dal gruppo Primocanale (PTV Programmazione Televisive) di Maurizio Rossi, emittente proprietaria di un mux che diffonde il segnale della nuova rete in tutta la regione. La programmazione di questa si conforma come generalista regionale, e presenta prevalentemente una programmazione composta da musica da ballo, rubriche di attualità e film. Il logo dell'emittente inoltre si modifica a partire dal 28 aprile 2020, passando da un logo argenteo riquadrato di blu ad uno semitrasparente. Nel corso del 2022 cambia LCN, passando al numero 17 del telecomando. Fino al 2023 il palinsesto comprende anche le dirette serali della tv calcistica Top Calcio 24. A Gennaio 2024 chiude i battenti e al suo posto sulla LCN 17 è subentrata la cremonese TeleColor.